# Затирочна машина

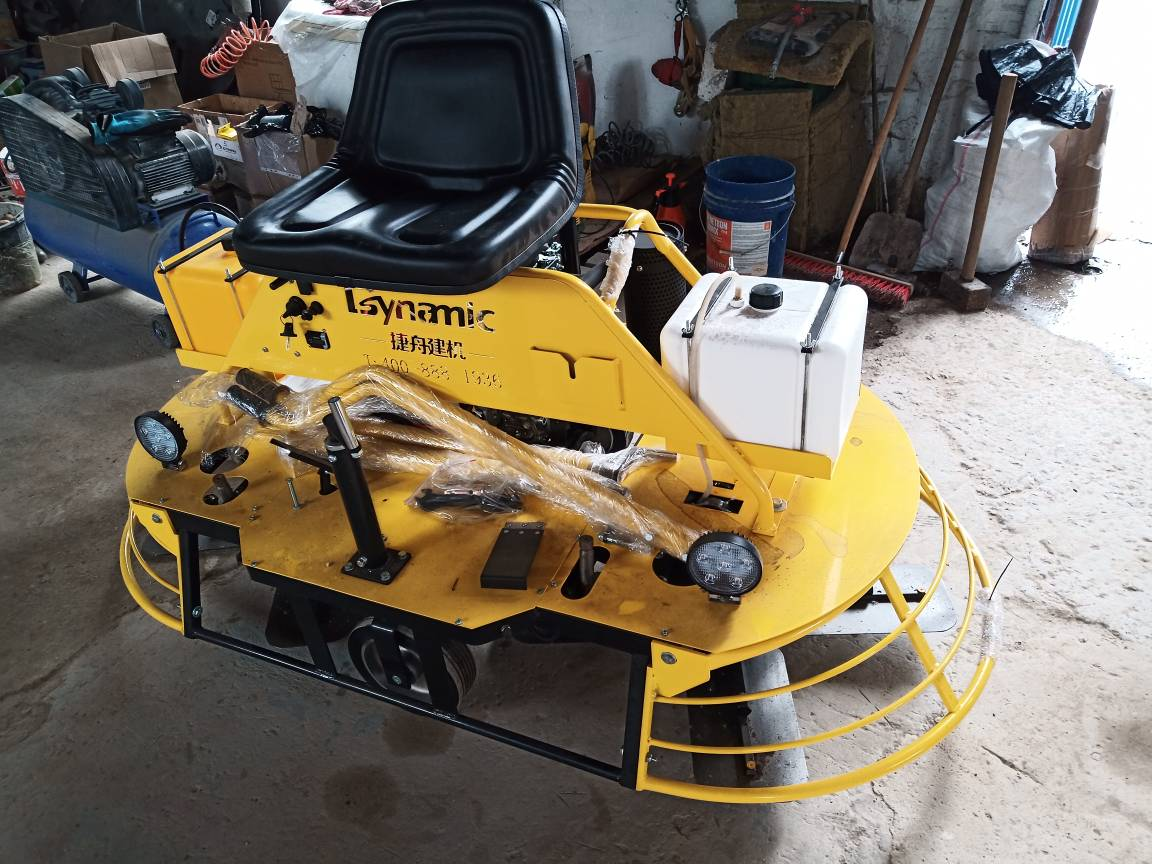
Двороторна затирочна машина по бетону фірми Dynamic

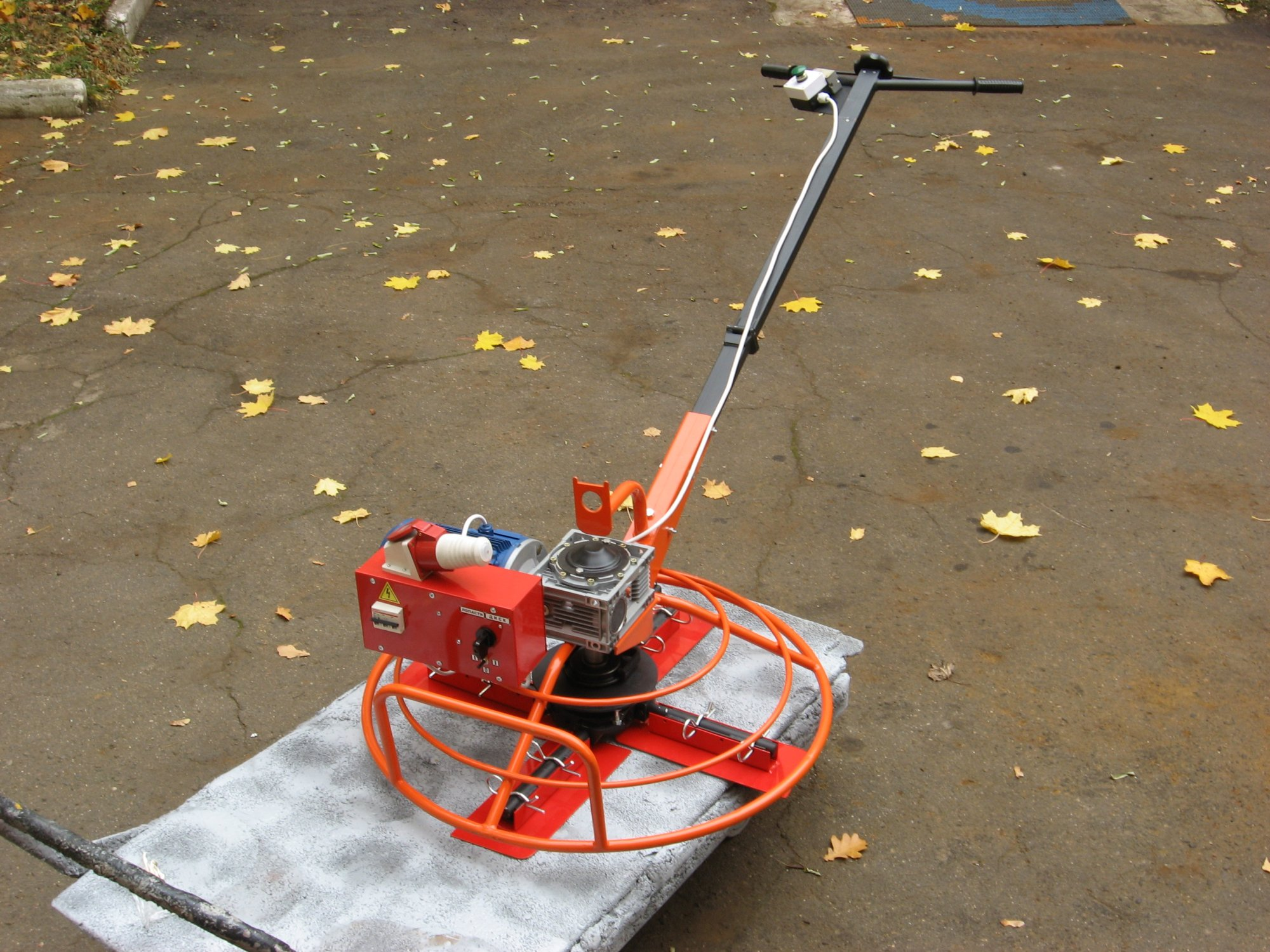
Затирочна машина по бетону елктрична 600 мм

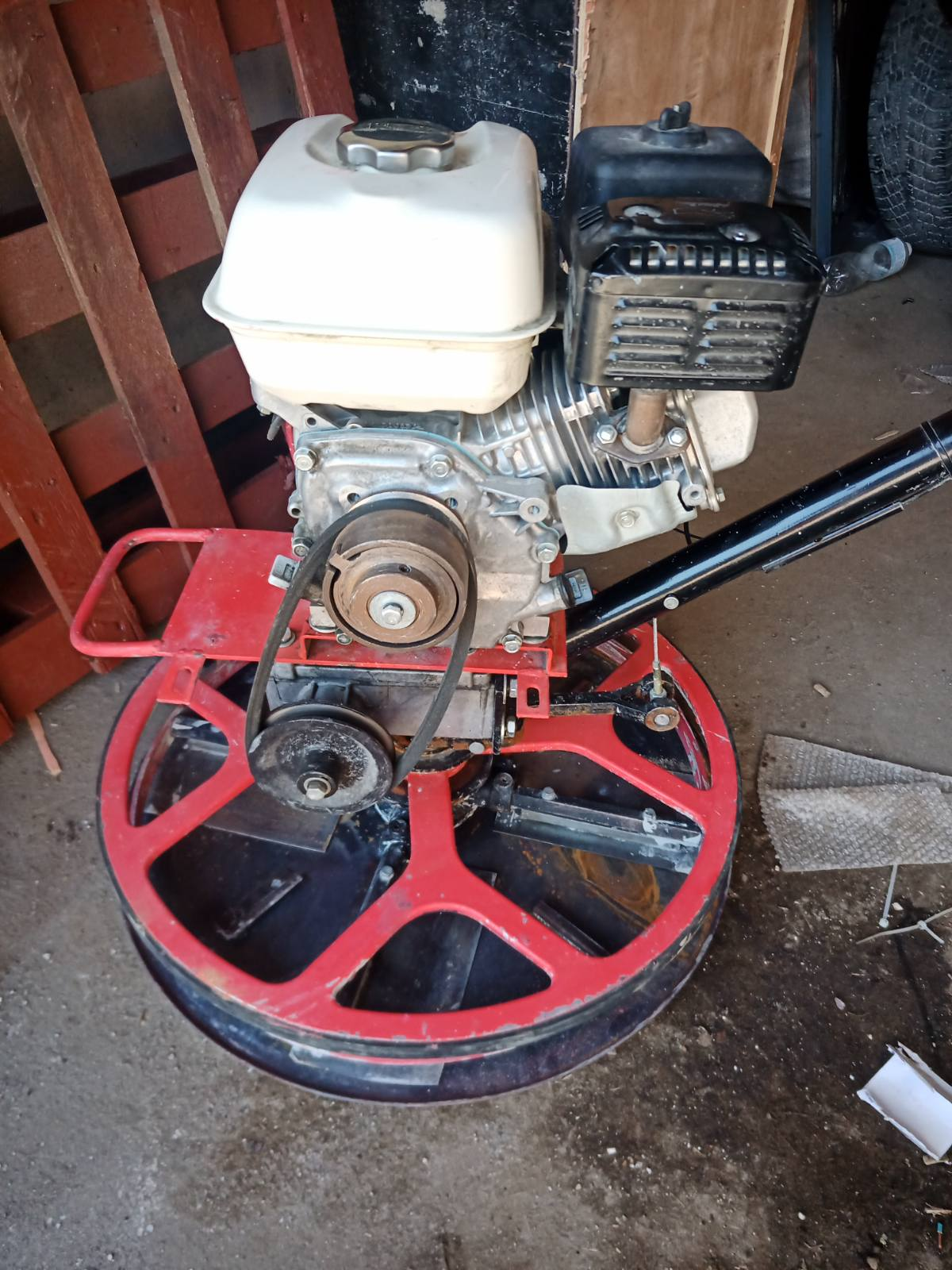
Затирочна машина по бетону 600мм

Двороторна затирочна машина по бетону— обладнання призначене для згладжування та вирівнювання великих площ бетонних поверхонь та підлог, ущільнення поверхневого шару бетону а також затирання топінгу.
Прототип машини був запатентований в США винахідником Marvin E. Whiteman, Jr. у 1980 році. Номер патенту US4312603A

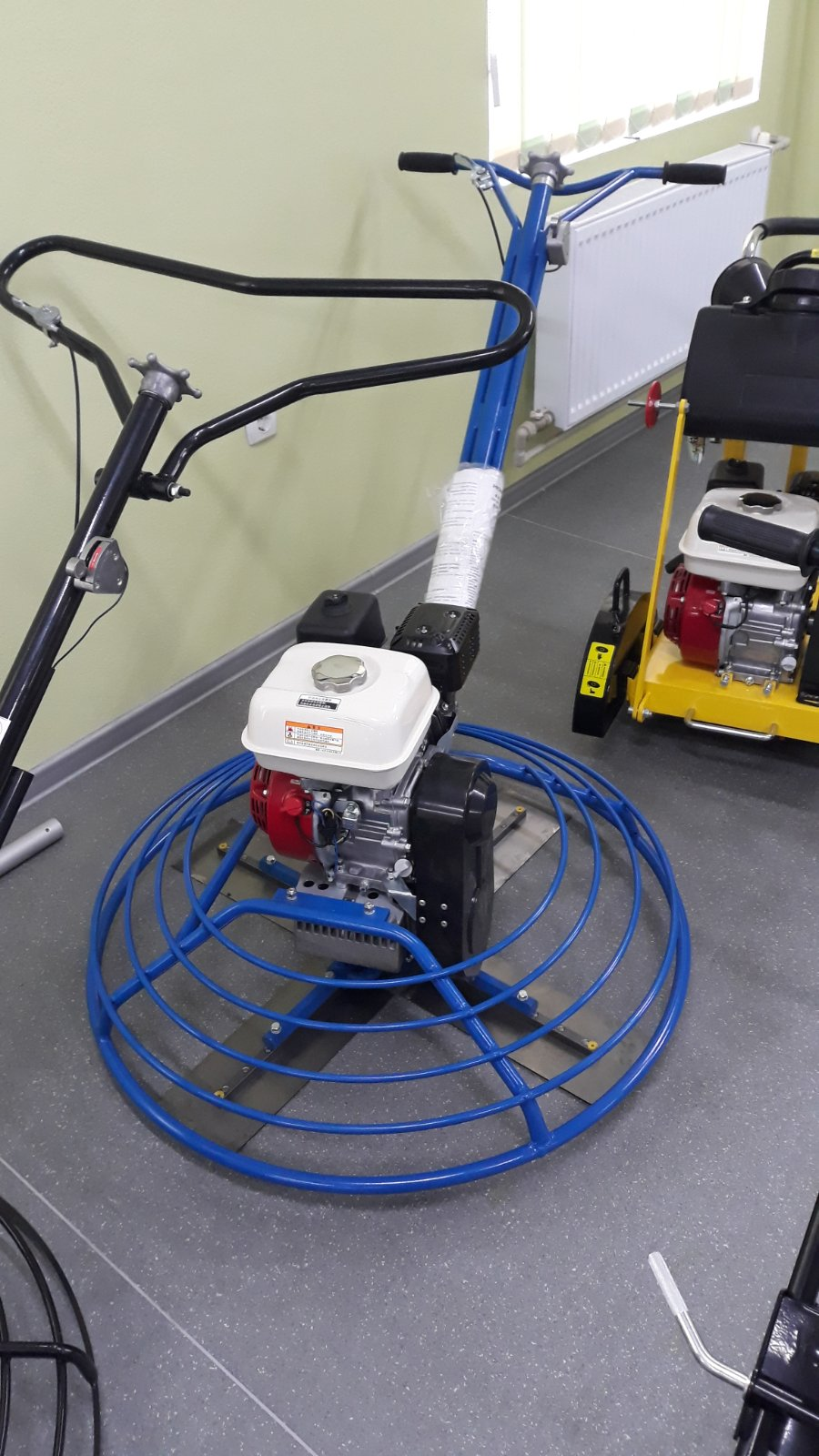
Затирочна машина по бетону 900мм

Перша модель керувалася за допомогою ручки витягнутої в один з боків машини.  Двигун внутрішнього згорання через редукторний блок приводив в дію систему лопатей, котрі контактували безпосередньо з бетоном. Слід зазначити що головні принципи та конструкційні особливості не змінилися і до тепер. З часів першої двороторної затирочної машини відбулося багато вдосконалень і нововведень. Наприклад, сучасні моделі оснащені зручними сидіннями, що дозволяє оператору перебувати беспосередньо на машині. Це дає можливість не залишати слідів за машиною в процесі роботи (як у випадку з прототипом або однороторними машинами). Комфорт керування зменшує навантаження на людський організм що автоматично продовжує роботоздатність оператора на багато годин.  
Машина складається з рами, підвіски, двигуна, редукторної групи, робочих гвинтів. Редукторна група дозволяє отримувати швидкість обертання лопатей від 100 до 200 об/хв. В переважній більшості двороторні затирочні машини обладнані бензиновим двигуном типу Honda GX690 потужністю 24 к.с.. Історично склалося так,  що саме цей двигун є найбільш стійким, витривалим і продуктивним для даного типу машини. Існують також інші варіанти двигунів (дизельні, електричні) але вони не мають особливої популярності серед професіоналів. На машині знаходяться важелі керування напрямом руху і кутом нахилу лопатей для більш точної обробки поверхні. Машина обладнана баками для води та палива, акумулятором, состемою освітлення. Це забезпечує повну автономність роботи на тривалий період часу. На кожному редукторі знаходиться гвинт з 4-ма лопатями. Існують також 5 лопатеві гвинти. Діаметр гвинтів в середньому 900мм, що дає приблизно 1,8м ширини обробленої поверхні за один прохід. 
Обробка поверхні проходить в два етапи:
- на лопатевий гвинт насаджують металевий стальний диск для грубого загладжування і попереднього вирівнювання поверхні.
- оброблену дисками поверхню посипають топінгом і затирають до тих пір поки поверхня не стане гладкою та блискучою.
Однороторні машини мають такий самий принцип роботи та сферу застосування. Машини з одним ротором мають ручне управління, котре вимагає відповідних навичок та вмінь. Існують два основних типорозміри  лопатевих гвинтів і дисків: 600 і 900мм. Диски і лопаті з однороторної зваємозамінні з двороторними.